# Plusiophaes apicata
Plusiophaes apicata är en fjärilsart som beskrevs av Holland 1894. Plusiophaes apicata ingår i släktet Plusiophaes och familjen nattflyn. Inga underarter finns listade i Catalogue of Life.